# Gracjana
Gracjana – imię żeńskie pochodzenia łacińskiego, odpowiednik imienia Gracjan.
W innych językach:
- łacina – Graciana[1]
- bułgarski – Graciana[1]
- czeski – Graciána[1]
- niderlandzki – Gratiana[1]
- rumuński – Grațiela[1]
- język serbsko-chorwacki – Gracijana[2].

W styczniu 2024 w rejestrze PESEL było 770 kobiet o imieniu Gracjana nadanym jako imię pierwsze oraz 437 kobiety noszące imię Gracjana jako imię drugie.
Gracjana imieniny obchodzi 1 czerwca i 18 grudnia.